# Nicola Stridoni
Nicola Stridoni foi um prelado católico romano que serviu como bispo de Mylopotamos (1582–?).

## Biografia
Nicola Stridoni foi ordenado sacerdote nos Cónegos Regulares da Ordem da Santa Cruz. No dia 16 de maio de 1582, foi nomeado bispo de Mylopotamos durante o papado de Gregório XIII. A 17 de junho de 1582, foi consagrado bispo por Giulio Antonio Santorio, cardeal-sacerdote de San Bartolomeo all'Isola, com Giovanni Battista Santorio, bispo de Alife, e Agostino Quinzio, bispo de Korčula, servindo como co-consagradores. Não se sabe por quanto tempo serviu como bispo de Mylopotamos; a sua data de falecimento é incerta.